# اهربراک
اهربراک (به آلمانی: Ahrbrück) یک شهر در آلمان است که در راینلاند-فالتس واقع شده‌است.

## خصوصیات
اهربراک ۱۲٫۵۷ کیلومترمربع مساحت دارد ۱۸۶ متر بالاتر از سطح دریا واقع شده‌است.